# Mikroregion Žatecko
Mikroregion Žatecko je dobrovolný svazek obcí v okrese Louny, jeho sídlem jsou Staňkovice a jeho cílem je ekonomický rozvoj, zlepšení zaměstnanosti, ekologická stabilita, koordinace investičních akcí, zmnožování společného majetku atd. (Úplné znění: Stanovy – čl. IV.) Sdružuje celkem 16 obcí a byl založen v roce 2000.

## Obce sdružené v mikroregionu
- Staňkovice
- Bitozeves
- Blažim
- Deštnice
- Lenešice
- Liběšice
- Libočany
- Libořice
- Líšťany
- Měcholupy
- Nové Sedlo
- Výškov
- Holedeč
- Čeradice
- Tuchořice
- Žiželice